# Marie Prouvensier
Marie Prouvensier (født 12. marts 1994 i Dijon, Frankrig) er en fransk håndboldspiller der spiller for Brest Bretagne Handball og for Frankrigs håndboldlandshold.